# Zelandotipula azuayensis
Zelandotipula azuayensis is een tweevleugelige uit de familie langpootmuggen (Tipulidae). De soort komt voor in het Neotropisch gebied.